# Stemma di Novate Milanese
Lo stemma di Novate Milanese rappresenta il comune dal punto di vista civico e amministrativo, esso è costituito da uno scudo sannitico moderno, fasciato d'oro e di rosso, con una banda d'azzurro, attraversante sulle fasce, caricata da un leone illeopardito, d'argento, lampassato di rosso. Lo stemma, così concesso con Decreto del Presidente della Repubblica del 10 gennaio 1984 è completato da due fronde, di alloro e di quercia, legate da un nastro tricolore, nonché timbrato, a partire dal 2004, da una corona di città.

## Storia
La blasonatura dello stemma attualmente concesso al comune, coincide con quella dell'antica famiglia dei de Novate (o da Novate), verosimilmente originaria proprio dei territori di Novate Milanese, mentre la versione che venne precedentemente utilizzata tra il 1933 e il 1984 fu frutto di una imprecisione di carattere storico-araldico.

### L'origine dello stemma
Nel corso del 1277, Ottone Visconti, divenuto Signore di Milano, fece redigere un editto con il quale venne limitato l'accesso alla carica arcivescovile ai soli nobili e, a tal proposito, fece stilare una lista di circa duecento famiglie nobili del territorio milanese. Tra queste famiglie, ve n'era una che si pensò fosse riconducibile a Novate Milanese: i Medicis de Novate.
Secondo alcuni storici la famiglia Medicis de Novate sarebbe in realtà un ramo discendente dell'antica famiglia dei de Novate, questo in ragione di un antico manoscritto nel quale venivano elencati membri dei de Novate senza distinzione rispetto a quelli dei Medicis de Novate (vissuti tra il 1249 e il 1528), sotto la comune indicazione di "Novatorum familiam".
L'opinione di altri storici va, invece, nel senso opposto, e le ragioni addotte riguardano proprio la sfera araldica. Sono stati reperiti e analizzati gli stemmi delle diverse famiglie contraddistinte dal cognome de Novate, come risultano miniati nei tre principali stemmari lombardi: lo stemmario Trivulziano, lo stemmario Archinto e lo stemmario Carpani.
Nello stemmario Trivulziano furono rinvenuti complessivamente quattro stemmi sotto la rubrica de Novate: un primo blasonato «fasciato d'oro e di rosso, alla banda attraversante d'azzurro, carica di un leone passante d'argento, lampassato di rosso», un secondo blasonato «di rosso, alla banda d'azzurro carica di un leone passante d'argento, al capo d'oro con l'aquila di nero, coronata dello stesso, linguata di rosso», un terzo blasonato «di rosso, alla croce di Sant'Andrea d'argento» e un quarto blasonato «di verde, a quattro fasce ondate di rosso»
Altri cinque stemmi furono rinvenuti nello stemmario Archinto: un quinto blasonato identicamente al secondo del Trivulziano, un sesto blasonato «fasciato d'oro e di rosso, alla banda attraversante d'azzurro,  carica di un leone passante d'argento, lampassato e armato di rosso», un settimo blasonato identicamente al terzo del Trivulziano, un ottavo blasonato «di rosso a tre fasce ondate di verde» e un nono blasonato «bandato d'oro e di rosso, al capo d'oro, carico di un leone passante di rosso».
Infine, nello stemmario Carpani fu rinvenuto un unico stemma attribuito ai de Novate, blasonato identicamente al primo del Trivulziano.
Gli stemmi così rinvenuti possono essere suddivisi in base alle loro caratteristiche araldiche, muovendo dalla considerazione che a rami differenti di una stessa famiglia comune corrispondono stemmi simili.
Un primo gruppo raccoglie il primo, secondo, quinto, sesto e decimo stemma, tutti caratterizzati da un bicolore oro/rosso e dalla banda azzurra carica di un leone passante.

Un secondo gruppo raccoglie il terzo e settimo stemma, ossia quelli composti da una croce di Sant'Andrea in argento su campo rosso. Di questo stemma esisteva pure una variante, probabilmente utilizzata da un differente ramo familiare, recante i colori invertiti.

Un terzo gruppo raccoglie invece il quarto e l'ottavo stemma, accomunati dalla presenza di fasce ondate, rispettivamente dai colori invertiti rispetto al campo.

Infine, per il suo particolare carattere ibrido, il nono stemma rimane distinto dalla classificazione.

Gli stemmi del primo gruppo sono propriamente riconducibili alla famiglia de Novate, che nulla avrebbero a che fare con i titolari degli stemmi del secondo e del terzo gruppo.
In particolare, gli stemmi del secondo gruppo sono da attribuirsi proprio ai Medicis de Novate e questo ha portato alcuni storici a concludere che la famiglia dei Medicis de Novate fosse distinta da quella dei de Novate.

Mappa di localizzazione di Novate Milanese e Novate Brianza

A ulteriore conferma di questa tesi, vi sarebbe la considerazione che la famiglia Medicis de Novate fosse in realtà originaria della terra di Novate Brianza e non quella di Novate Milanese. Questa è l'interpretazione che alcuni storici hanno tratto dall'analisi di un antico documento notarile datato 14 marzo 1567 con il quale un tale Gabriele Ferrante Medicis de Novate avrebbe acquistato un terzo del feudo di Monguzzo. Un altro membro della famiglia Medicis de Novate, quello stesso anno, avrebbe poi acquistato il feudo di Covo. Entrambi questi territori sono geograficamente situati nell'area della bergamasca e questo porterebbe ad escludere ogni collegamento con il comune di Novate Milanese.
A fugare ogni dubbio, vi sarebbe infine un'istanza del 1853, conservata presso l'Archivio di Stato di Milano, dalla quale risultava la richiesta di una nobile, Angela Maria Leopoldina de Medicis de Novate, di accesso agli atti relativi alla confisca del feudo di Novate Brianza, risalente questa al 1632, per accertare un eventuale pregiudizio ai propri avi, Francesco Maria e Giovanni Medicis de Novate.
Sarebbe dunque da escludere che la famiglia Medicis de Novate abbia avuto un qualunque rapporto con il comune di Novate Milanese e che la somiglianza di cognomi debba essere ricondotta alla banale omonimia dei rispettivi territori di provenienza.

### Lo stemma del 1933

Lo stemma in uso tra il 1933 e il 1944, con l'aggiunta del Capo del Littorio

Lo stemma in uso tra il 1944 e il 1984

Lo stemma in uso tra il 1984 e il 2004

Come risulta dagli archivi comunali, il primo interesse dell'amministrazione comunale a risalire alle proprie origini storico-araldiche risale al 1931, quando viene esposta la richiesta all'Archivio di Stato di Milano, con l'intento di produrre ex novo uno stemma per l'ente.
La ricerca da parte dell'Archivio di Stato si conclude, su proposta del cavalier Francesco Forte, con la realizzazione di un bozzetto al quale seguono dapprima l'approvazione da parte della commissione araldica della Lombardia, nella seduta del 7 novembre 1931 e successivamente la formale concessione avvenuta con Regio Decreto del 26 gennaio 1933.
Lo stemma concesso, riportava la seguente blasonatura:
(R.D. del 26 gennaio 1933)
In realtà, nel decennio 1933-1944, lo stemma comunale presentava inoltre il Capo del Littorio, per obbligatoria previsione del Regio Decreto del 12 ottobre 1933 n. 1440, successivamente abrogata dal Decreto Legislativo Luogotenenziale del 10 dicembre 1944 n. 394.
Gli elementi dello stemma così descritto derivano, in base alla ricerca eseguita dall'Archivio di Stato, dall'antico stemma del marchese Ludovico Manríquez y Mendoza, discendente del conte Giorgio Manríquez, il quale avrebbe nel 1580 acquisito il feudo di Desio, di cui Novate Milanese era parte.
Tale stemma, che si rinviene pure a pagina 21 del Codice del Tribunale Araldico della Lombardia era blasonato:
Il 2° d'argento alle due ceste, in palo scaccate di rosso e d'oro, da ciascuna delle quali spuntano 3 teste di vipera, d'oro, da ciascuna delle due parti»
(Caratti, p. 60)

Lo stemma di Ludovico Manríquez y Mendoza, che riunisce le armi dei Mendoza e dei Manríquez. Lo stemma era sormontato da una corona marchionale.

Studi araldici successivi hanno ricostruito che il primo campo del partito rappresentasse lo stemma di un ramo della famiglia dei Mendoza, mentre quello riprodotto nel secondo campo fosse riconducibile alla famiglia dei Manríquez.
Erroneamente, quindi, l'Archivio di Stato di Milano trasse gli elementi per lo stemma novatese dalla porzione relativa ai Mendoza, in luogo di quella - storicamente più adeguata - dei Manríquez.
Non sorprende, nello stemma originario, la presenza delle catene, in quanto molte famiglie spagnole del tempo erano solite fare uso di questo elemento araldico.
Queste venivano infatti aggiunte ai propri stemmi da quelle famiglie spagnole i cui componenti avessero preso parte alla crociata spagnola indetta da papa Innocenzo III, conclusasi il 16 luglio 1212 con la Battaglia di Las Navas de Tolosa.
Inoltre, i trifogli riportati nello stemma del '33 non sarebbero neppure dovuti essere dei trifogli, quanto piuttosto delle foglie di pioppo, come previste dallo stemma dei Mendozza.

### Lo stemma attuale
Accertata l'inaccuratezza araldica dello stemma in uso, nonché la sua infondatezza dal punto di vista storico, su indicazione di Lorenzo Caratti di Valfrei, in data 7 aprile 1983 il Consiglio Comunale arrivò a deliberare la sostituzione dello stemma con quello attuale, ripreso dalla famiglia de Novate. Nel novembre di quello stesso anno, fu il sindaco Luigi Perego a notificare congiuntamente al Presidente della Repubblica e al Presidente del Consiglio dei Ministri l'istanza per l'autorizzazione all'uso del nuovo stemma. Tale autorizzazione arrivò il 10 gennaio dell'anno successivo, unitamente alla concessione del gonfalone civico aggiornato.
Lo stemma che nel 1933 si sarebbe dovuto adottare avrebbe infatti dovuto essere quello relativo alla famiglia de Novate (composto da un fasciato d'oro e di rosso con una banda d'azzurro caricata da un leone passante lampassato di rosso), tant'è che infatti la nuova concessione del 1984 ricalcherà esattamente l'antico stemma miniato nello stemmario Trivulziano.
Secondo alcune indagini araldiche, lo stemma così descritto potrebbe essere stato, per un certo periodo di tempo, proprio lo stemma del comune di Novate. Questo deriva dalla lettura del Codice Cremosano, conservato presso l'Archivio di Stato di Milano, il quale conteneva non solo le armi delle famiglie italiane, ma anche le armi di province, città e terre dello Stato di Milano.
Ad avvalorare questa ipotesi, vi è la considerazione che molto spesso le famiglie traggono il proprio nome e i propri stemmi dai territori di origine.
L'unica variazione apportata alla nuova blasonatura rispetto a quella dell'antico stemma dei de Novate riguarda l'attributo "passante", che è stato trasformato in "illeopardito". Questa modifica formale si spiega in ragione del fatto che la prassi araldica maggioritaria vede coincidenza tra i due termini.